# Хронологія поширення COVID-19 (серпень 2021)
Стаття описує поширення коронавірусу тяжкого гострого респіраторного синдрому-2, що спричинив спалах коронавірусної хвороби 2019, у серпні 2021 року. Уперше хвороба була зареєстрована в місті Ухань у КНР у грудні 2019 року.

## Хронологія пандемії

### 1 серпня
- Канада повідомила про 897 нових випадків хвороби, загальна кількість випадків зросла до 1432338, і 2 нові смерті, кількість смертей зросла до 26600.[1]
- Малайзія повідомила про 17150 нових випадків хвороби, загальна кількість випадків зросла до 1130422. Зареєстровано 11326 одужань, що довело загальну кількість одужань до 925965. Зареєстровано 160 смерті, що збільшило кількість померлих до 9184. Зареєстровано 195273 активних випадків хвороби, з них 1059 у реанімації та 531 на апараті штучної вентиляції легень.[2]
- Нова Зеландія повідомила про 3 нових випадки хвороби, загальна кількість випадків зросла до 2873. Одужали 12 хворих що довело загальну кількість одужань до 2811. Кількість померлих залишилася на рівні 26. На кордоні було 36 активних випадків хвороби.[3]
- Сінгапур повідомив про 121 новий випадок хвороби, у тому числі 113 з місцевою передачею вірусу і 8 завезених, загальна кількість випадків зросла до 65102. З випадків місцевої передачі 38 не пов'язані між собою.[4] Одужали 94 хворих, внаслідок чого загальна кількість одужань досягла 62957. Кількість померлих залишилася на рівні 37.[5]
- Україна повідомила про 484 нових випадки та 6 нових смертей за добу, загальна кількість зросла до 2253269 та 52951 відповідно; загалом одужали 2186994 хворих.[6]

### 2 серпня
- Канада повідомила про 708 нових випадків хвороби, загальна кількість випадків зросла до 1433046, і про одну нову смерть, кількість померлих зросла до 26601.[1]
- За минулу добу Фіджі підтвердили 632 нових випадки та 237 одужань, кількість активних випадків зросла до 22100. Також повідомлено про 2 смерті.[7]
- У Малайзії повідомили про 15764 нових випадків хвороби, загальна кількість випадків зросла до 1146186. Зареєстровано 11767 нових одужання, загальна кількість одужань зросла до 937732. Повідомлено про 219 нових смертей, внаслідок чого кількість померлих зросла до 9403. Зареєстровано 199501 активний випадок хвороби, 1063 перебували у відділенні інтенсивної терапії та 532 на апараті штучної вентиляції легень.[8]
- Нова Зеландія повідомила про 4 нових випадки хвороби, загальна кількість випадків до 2877 (2521 підтверджених і 356 ймовірних). Одужали 3 хворих, загальна кількість одужань зросла до 2814. Кількість померлих залишилася на рівні 26. Було 37 активних випадків хвороби.[9]
- У Сінгапурі повідомили про 111 нових випадків хвороби, у тому числі 106 випадків місцевої передачі вірусу та 5 завезених, загальна кількість випадків зросла до 65213. Серед випадків місцевої передачі 25 не пов'язані між собою.[10] Зареєстровано 76 одужань, загальна кількість одужань зросла до 63033. Пізніше було підтверджено ще одну смерть, внаслідок чого кількість померлих зросла до 38.[11]
- Україна повідомила про 265 нових випадків за добу та про 4 нових випадки смерті за добу, загальна кількість зросла до 2253534 та 52955 відповідно; загалом одужали 2187170 хворих.[12]
- У Сполучених Штатах Америки кількість випадків хвороби перевищила 35 мільйонів.[13]

### 3 серпня
Щотижневий звіт Всесвітньої організації охорони здоров'я:
- Канада повідомила про 730 нових випадків хвороби, загальна кількість випадків зросла до 1433776, і 5 нових смертей, кількість померлих зросла до 26606.[1]
- Фіджі за попередню добу підтвердили 1121 новий випадок хвороби, загальна кількість випадків зросла до 29 711. 510 хворих одужали, загальна кількість одужань зросла до 7705. Зареєстровано 6 смертей, кількість померлих зросла до 236. Було 21707 активних випадків хвороби.[15]
- Малайзія повідомила про 17105 нових випадків хвороби, загальна кількість випадків зросла до 1163291. Зареєстровано 12297 одужань, загальна кількість одужань зросла до 950029. Зареєстровано 195 смертей, кількість померлих зросла до 9598. Було 203664 активні випадки, з них 1066 в реанімації, 537 на штучній вентиляції легень.[16]
- Нова Зеландія повідомила про один новий випадок хвороби, загальна кількість випадків становила 2877 (2521 підтверджених і 356 ймовірних). Один раніше зареєстрований випадок було перекласифіковано, що не змінило загальнукількість випадків. Одужали 7 хворих, загальна кількість одужань зросла до 2821. Кількість померлих залишилася на рівні 26. У керованій ізоляції перебували 30 активних випадків.[17]
- У Сінгапурі повідомили про 102 нових випадки хвороби, у тому числі 98 із місцевою передачею вірусу і 4 завезені, загальна кількість випадків зросла до 65315. З випадків місцевої передачі 31 з них не були пов'язані з іншими випадками.[18] 219 хворих одужали, загальна кількість одужань зросла до 63252. Кількість померлих залишилася на рівні 38.[19]
- Україна повідомила про 827 нових випадків хвороби за добу та 26 нових смертей за добу, загальна кількість зросла до 2254361 та 52981 відповідно; загалом одужали 2187703 хворі.[20]

### 4 серпня
- За даними Університету Джонса Гопкінса, загальна кількість випадків COVID-19 у світі перевищила позначку в 200 мільйонів.[21]
- Бразилія перевищила 20 мільйонів випадків COVID-19.[22]
- Канада повідомила про 978 нових випадків хвороби, загальна кількість випадків зросла до 1434754. Канада також повідомила про 12 нових смертей, кількість померлих зросла до 26618.[1]
- Фіджі за попередню добу підтвердили 1121 новий випадок хвороби, загальна кількість випадків зросла до 29711. 510 хворих одужали, загальна кількість одужань зросла до 7705. Зареєстровано 6 смертей, кількість померлих зросла до 236. Було 21707 активних випадків хвороби.[15]
- Іран перевищив поріг у 4 мільйони випадків хвороби.[23]
- Малайзія повідомила про 19819 нових випадків хвороби, загальна кількість випадків зросла до 1183110. Зареєстрована 12704 нові одужання, загальна кількість одужань зросла до 962733. Зареєстровано 257 смертей, кількість померлих зросла до 9855. Зареєстровано 210522 активних випадки хвороби, з них 1069 у реанімації та 553 на штучній вентиляції легень.[24]
- Нова Зеландія повідомила про 4 нові випадки хвороби, загальна кількість випадків зросла до 2879 (2523 підтверджених і 356 ймовірних). Повідомлено про 3 одужання, загальна кількість одужань зросла до 2824. Кількість померлих залишилася на рівні 26. У керованій ізоляції перебували 29 активних випадків хвороби.[25]
- У Сінгапурі повідомили про 95 нових випадків хвороби, в тому числі 92 з місцевою передачею вірусу та 3 завезених, загальна кількість випадків зросла до 65410. Серед випадків місцевої передачі 30 не були пов'язані з іншими випадками.[26] 105 хворих одужали, загальна кількість одужань зросла до 63357. Пізніше було підтверджено ще одну смерть, внаслідок чого кількість померлих зросла до 39.[27]
- Україна повідомила про 984 нові випадки хвороби за добу та 43 нові смерті за добу, загальна кількість зросла до 2255345 та 53024 відповідно; загалом одужали 2188273 хворі.[28]

### 5 серпня
- Канада повідомила про 1434 нових випадки хвороби, загальна кількість випадків зросла до 1436188, і 19 нових смертей, кількість померлих зросла до 26637.[1]
- Фіджі за минулу добу підтвердили 1187 нових випадків хвороби. Повідомлено про 11 смертей, кількість померлих зросла до 272.[29]
- Малайзія повідомила про 20596 випадків хвороби, загальна кількість випадків зросла до 1203706. Зареєстровано 13893 нові одужання, загальна кількість одужань зросла до 976626. Зареєстровано 164 смерті, кількість померлих зросла до 10019. Зареєстровано 217061 активний випадок хвороби, з них 1078 у реанімації та 549 на штучній вентиляції легень.[30]
- Нова Зеландія повідомила про один новий випадок хвороби, загальна кількість випадків зросла до 2880 (2524 підтверджених і 356 ймовірних). Кількість одужань залишилася 2824, а кількість померлих — 26. У керованій ізоляції перебували 30 випадків хвороби.[31]
- У Сінгапурі повідомили про 98 нових випадків хвороби, у тому числі 96 з місцевою передачею вірусу і 2 завезених, загальна кількість випадків зросла до 65508. З випадків місцевої передачі 38 не пов'язані між собою. Зареєстровано 100 одужань, загальна кількість одужань зросла до 63457.[32] Пізніше було підтверджено ще одну смерть, внаслідок чого кількість померлих зросла до 40.[33]
- Україна повідомила про 1052 нових випадки хвороби за добу та 25 нових смертей за добу, загальна кількість зросла до 2256397 та 53049 відповідно; загалом одужали 2188815 хворих.[34]
- У Великій Британії кількість випадків перевищила 6 мільйонів.[35]

### 6 серпня
- Кількість випадків COVID-19 в Аргентині перевищила 5 мільйонів.[36]
- Канада повідомила про 1514 нових випадків хвороби, загальна кількість випадків зросла до 1437702. Канада також повідомила про 17 нових смертей, кількість померлих зросла до 26654 осіб.[1]
- За минулу добу на Фіджі підтвердили 968 нових випадків хвороби, загальна кількість випадків зросла до 34888. 385 хворих одужали, загальна кількість одужань зросла до 11233. Повідомлено про 11 смертей, кількість померлих зросла до 283. Було 23226 активних випадків хвороби.[37]
- Японія перевищила поріг у 1 мільйон випадків COVID-19.[38] Крім того, країна повідомила про свій перший випадок лямбда-варіанту.[39]
- Малайзія повідомила про 20889 нових випадків хвороби, загальна кількість випадків зросла до 1224595. Зареєстровано 16394 нові одужання, загальна кількість одужань зросла до 993020. Зареєстровано 158 смертей, кількість померлих зросла до 10177. Зареєстровано 221396 активних випадків хвороби, з них 1096 у реанімації та 545 на штучній вентиляції легень.[40]
- Нова Зеландія повідомила про 2 нових випадки хвороби, загальна кількість випадків зросла до 2880. Два раніше зареєстровані випадки були перекваліфіковані. Зареєстровано 5 нових одужань, загальна кількість одужань зросла до 2829. Кількість померлих залишилася на рівні 26. У керованій ізоляції перебували 25 активних випадків хвороби.[41]
- У Сінгапурі повідомили про 97 нових випадків хвороби, у тому числі 93 з місцевою передачею вірусу та 4 завезених, загальна кількість випадків зросла до 65605. Серед випадків місцевої передачі вірусу 29 не пов'язані з іншими випадками.[42] Зареєстровано 79 одужань, загальна кількість одужань зросла до 63536. Крім того, пізніше було підтверджено наявність у пацієнта COVID-19 після його смерті, в результаті чого кількість померлих зросла до 41.[43]
- Україна повідомила про 1081 новий випадок хвороби за добу та 16 нових смертей за добу, загальна кількість зросла до 2257478 та 53065 відповідно; загалом одужали 2189293 хворих.[44]

### 7 серпня
- Канада повідомила про 1601 новий випадок хвороби, загальна кількість випадків зросла до 1439303, і 9 нових смертей, кількість померлих зросла до 26663.[1]
- Минулої доби на Фіджі було підтверджено 652 нові випадки хвороби, загальна кількість випадків зросла до 35640. 268 хворих одужали, загальна кількість одужань зросла до 11501. Повідомлено про 7 смертей, кількість померлих зросла до 290. Налічувалось 23696 активних випадків хвороби.[45]
- Малайзія повідомила про 19257 нових випадків хвороби, загальна кількість випадків зросла до 1243852. Зареєстровано 16323 нові одужання, загальна кількість одужань зросла до 1009343. Зареєстровано 210 смертей, кількість померлих зросла до 10389. Зареєстровано 224120 активних випадків хвороби, з них 1097 у реанімації та 575 на штучній вентиляції легень.[46]
- Сінгапур повідомив про 81 новий випадок хвороби, у тому числі 75 з місцевою передачею вірусу і 6 завезених, загальна кількість випадків зросла до 65686. Серед випадків місцевої передачі 16 не пов'язані з іншими випадками.[47] Зареєстровано 122 одужання, загальна кількість одужань зросла до 63658. Пізніше було підтверджено ще одну смерть, внаслідок чого кількість померлих зросла до 42.[48]
- Україна повідомила про 1054 нових випадки хвороби за день і 20 нових смертей за день, загальна кількість випадків зросла до 2258532 і 53085 відповідно; загалом одужали 2190686 хворих.[49]

### 8 серпня
- Канада повідомила про 1581 новий випадок хвороби, загальна кількість випадків зросла до 1440884. Канада також повідомила про 6 нових смертей, кількість померлих зросла до 26669.[1]
- Фіджі за попередню добу підтвердили 682 нових випадки, загальна кількість випадків зросла до 36322. 297 хворих одужали, загальна кількість одужань зросла до 11798. Повідомлено про 6 смертей, кількість померлих зросла до 296. Налічувалось 24070 активних випадків хвороби.[50]
- Малайзія повідомила про 18688 нових випадків хвороби, загальна кількість випадків зросла до 1262540. зареєстровано 17055 одужань, загальна кількість одужань зросла до 1026398. Зареєстровано 360 смертей, кількість померлих зросла до 10749. Зареєстровано 225393 активні випадки хвороби, з них 1095 в реанімації та 571 на апараті штучної вентиляції легень.[51]
- Нова Зеландія повідомила про 6 нових випадків хвороби, загальна кількість випадків зросла до 2886 (2530 підтверджених і 356 ймовірних). Кількість одужань зменшилася на одне до 2828. Кількість померлих залишилася на рівні 26. У керованій ізоляції перебували 32 активні випадки хвороби.[52]
- У Сінгапурі повідомили про 78 нових випадків хвороби, у тому числі 73 з місцевою передачею вірусу і 5 завезених, загальна кількість хворих зросла до 65764. З випадків місцевої передачі 21 з них не були пов'язані з іншими випадками.[53] Зареєстровано 200 одужань, загальна кількість одужань зросла до 63858. Кількість померлих залишилася на рівні 42.[54]
- Україна повідомила про 619 нових випадків хвороби за добу та 10 нових смертей за добу, загальна кількість померлих зросла до 2259151 та 53095 відповідно; загалом одужав 2190921 хворий.[55]

### 9 серпня
- Канада повідомила про 1202 нові випадки хвороби, загальна кількість випадків зросла до 1442086. Канада також повідомила про 8 нових смертей, кількість померлих зросла до 26677.[1]
- На Фіджі підтверджено 603 нові випадки COVID-19, загальна кількість випадків досягла 37582. Повідомлено про 18 нових смертей, кількість смертей зросла до 317. Налічувалось 24138 активних випадків хвороби.[56]
- Малайзія повідомила про 17236 нових випадків хвороби, загальна кількість випадків зросла до 1279776. Зареєстровано 15187 нових одужань, загальна кількість одужань зросла до 1041585. Зареєстровано 212 смертей, кількість померлих зросла до 10961. Зареєстровано 227230 активних випадків хвороби, з них 1095 у реанімації та 579 на штучній вентиляції легень.[57]
- Нова Зеландія повідомила про 2 нових випадки хвороби та 2 раніше перенесені випадки, загальна кількість випадків зросла до 2890 (2534 підтверджених та 356 ймовірних). Одужали 10 хворих, кількість одужань зросла до 2838. Кількість померлих залишилася на рівні 26. У керованій ізоляції перебували 26 активних випадків хвороби.[58] Того ж дня міністерство охорони здоров'я підтвердило, що 11 із 21 членів екіпажу на борту контейнеровоза Rio De La Plata під прапором Сінгапуру, який пришвартувався в Тауранзі, отримали позитивний результат тестування на COVID-19.[59][60]
- У Сінгапурі повідомили про 72 нові випадки хвороби, в тому числі 69 з місцевою передачею вірусу і 3 завезені, загальна кількість випадків зросла до 65836. Серед випадків місцевої передачі 20 не пов'язані з іншими випадками.[61] Зареєстровано 204 одужання, загальна кількість одужань зросла до 64062. Кількість померлих залишилася на рівні 42.[62]
- Україна повідомила про 300 нових випадків за добу та 5 нових смертей за добу, загальна кількість зросла до 2259451 та 53100 відповідно; загалом одужали 2191202 хворих.[63]

### 10 серпня
Щотижневий звіт Всесвітньої організації охорони здоров'я:
- Канада повідомила про 1342 нові випадки хвороби, загальна кількість випадків зросла до 1443428. Канада також повідомила про 6 нових смертей, кількість померлих зросла до 26683.[1]
- На Фіджі підтверджено 264 нові випадки COVID-19, загальна кількість випадків хвороби досягла 37846. Повідомлено про 10 нових смертей, кількість смертей зросла до 327. Налічувалось 24414 активні випадки хвороби.[65]
- Малайзія повідомила про 19991 новий випадок хвороби, загальна кількість випадків зросла до 1299767. Зареєстровано 16258 одужань, загальна кількість одужань зросла до 1057843. Зареєстровано 201 смерть, кількість померлих зросла до 11162. Налічувалось 230762 активні випадки хвороби, з них 1096 у реанімації та 570 на штучній вентиляції легень.[66]
- Нова Зеландія повідомила про 14 нових випадків хвороби, загальна кількість випадків зросла до 2902 (2546 підтверджених і 356 ймовірних). Два раніше зареєстровані випадки були перекласифіковані, що дало загальне чисте збільшення на 12 випадків. Один хворий одужав, таким чином кількість одужань досягла 2839. Кількість померлих залишилася на рівні 26. У керованій ізоляції перебували 37 активних випадків хвороби.[67]
- У Сінгапурі повідомили про 54 нові випадки хвороби, у тому числі 53 з місцевою передачею вірусу і один завезений, загальна кількість випадків зросла до 65890.[68] Серед випадків місцевої передачі 15 не були пов'язані з іншими випадками. Всього в країні було вакциновано 4373550 осіб, станом на попередню добу 3897650 осіб були повністю вакциновані. Кількість померлих залишилася на рівні 42.[69]
- Східний Тимор повідомив про свій перший випадок місцевої передачі варіанту Дельта. Загалом у країні було зареєстровано 11579 випадків хвороби і 28 смертей.[70][71]
- Україна повідомила про 781 новий випадок хвороби та 24 нові смерті за день, загальна кількість зросла до 2260232 та 53124 відповідно; загалом одужали 2192592 хворі.[72]
- У Сполучених Штатах Америки кількість випадків перевищила 36 мільйонів.[73]

### 11 серпня
- Канада повідомила про 1873 нові випадки хвороби, загальна кількість випадків зросла до 1445301. Канада також повідомила про 4 нові смерті, кількість померлих зросла до 26687.[74]
- На Фіджі підтвердили 568 нових випадків COVID-19, загальна кількість випадків досягла 38414. Повідомлено про 13 нових смертей, кількість померлих зросла до 340. Налічувалось 24299 активних випадків хвороби.[75][76]
- Індія повідомила про 38353 нові випадки хвороби, загальна кількість випадків зросла до 32036511. Зареєстровано 497 смертей, кількість померлих зросла до 429179.
- Індонезія повідомила про 30625 нових випадків хвороби, загальна кількість випадків зросла до 3749446. Повідомлено про 1579 смертей, кількість померлих зросла до 112198. 39931 хворих одужали, загальна кількість одужань зросла до 3211078.[77]
- Малайзія повідомила про 20780 нових випадків хвороби, загальна кількість випадків зросла до 1320547. Зареєстровано 17973 одужання, загальна кількість одужань зросла до 1075816. Зареєстровано 211 смертей, кількість померлих зросла до 11373. Зареєстровано 233358 активних випадків хвороби, з них 1053 у реанімації та 546 на штучній вентиляції легень.[78]
- У Мексиці кількість випадків COVID-19 перевищила 3 мільйони.[79]
- Нова Зеландія повідомила про 2 нових випадки хвороби, загальна кількість випадків зросла до 2904 (2548 підтверджених і 356 ймовірних). Одужали 2 хворих, кількість одужань зросла до 2841. Кількість померлих залишилася на рівні 26. У керованій ізоляції перебували 37 активних випадків хвороби.[80]
- Пакистан повідомив про 4856 нових випадків хвороби, загальна кількість випадків зросла до 1080360. Всього одужали 972078 хворих. Зареєстровано 84177 активних випадків хвороби, у тому числі 4513 у критичному стані. Повідомлено про 81 смерть, кількість померлих зросла до 24085.
- Філіппіни повідомили про 12021 новий випадок хвороби, загальна кількість випадків зросла до 1688040. Повідомлено про 154 смерті, кількість померлих зросла до 29374.[77]
- Сінгапур повідомив про 63 нові випадки хвороби, включно 61 з місцевою передачею вірусу і 2 завезених, загальна кількість випадків зросла до 65953. З випадків місцевої передачі 17 не були пов'язані з іншими випадками.[81] Країна вакцинувала загалом 4383631 особу, станом на минулу добу 3936162 особи були повністю вакциновані. Пізніше було підтверджено ще одну смерть, внаслідок чого кількість померлих зросла до 43.[82]
- Південна Корея повідомила про 2223 нові випадки хвороби, загальна кількість випадків зросла до 216206. Повідомлено про одну смерть, кількість померлих зросла до 2135.
- Таїланд повідомив про 21038 нових випадків хвороби, внаслідок чого загальна кількість випадків досягла 816989. Повідомлено про 207 смертей, кількість померлих зросла до 6795.[77]
- Україна повідомила про 1122 нові випадки хворобу за добу та 25 нових смертей за добу, загальна кількість зросла до 2261354 та 53149 відповідно; загалом одужали 2193752 хворі.[83]

### 12 серпня
- Канада повідомила про 2138 нових випадків хвороби, загальна кількість випадків зросла до 1447439. Канада також повідомила про 5 нових смертей, кількість померлих зросла до 26692.[74]
- На Фіджі підтверджено 398 нових випадків COVID-19, загальна кількість випадків досягла 38812. Повідомлено про 5 нових смертей, кількість померлих зросла до 345. Налічувалось 23901 активний випадок хвороби.[84]
- Малайзія повідомила про 21668 нових випадків хвороби, загальна кількість випадків зросла до 1342215. Зареєстровано 17687 одужань, загальна кількість одужань зросла до 1093503. Зареєстровано 318 смертей, кількість померлих зросла до 11691. Налічувався 237021 активний випадок хвороби, з них 1059 у реанімації та 543 на штучній вентиляції легень.[85]
- Нова Зеландія повідомила про 9 нових випадків, загальна кількість випадків зросла до 2913 (2557 підтверджених і 356 ймовірних). Повідомлено про 3 одужання, загальна кількість одужань зросла до 2844. Кількість померлих залишилася на рівні 26. Налічувалось 43 активні випадки хвороби.[86]
- Сінгапур повідомив про 59 нових випадків місцевої передачі вірусу, включаючи 19 не пов'язаних з іншими, загальна кількість випадків зросла до 66012.[87] Всього в країні було вакциновано 4393708 осіб, станом на минулу добу 3974953 були повністю вакциновані. Кількість померлих залишилася на рівні 43.[88]
- Україна повідомила про 1247 нових випадків за добу та 24 нові смерті за добу, загальна кількість зросла до 2262601 та 53173 відповідно; загалом одужав 2194791 хворий.[89]

### 13 серпня
- На борту круїзного лайнера Carnival Vista, який мав прибути до міста Беліз, було зареєстровано 27 випадків хвороби, незважаючи на те, що всі пасажири були вакциновані.[90]
- Канада повідомила про 2414 нових випадків хвороби, загальна кількість випадків зросла до 1449853. Канада також повідомила про 6 нових смертей, кількість померлих зросла до 26698.[74]
- На Фіджі підтверджено 644 нових випадки COVID-19, загальна кількість випадків досягла 39456. Повідомлено про 15 нових смертей, кількість померлих зросла до 360. Зареєстровано 24281 активний випадок хвороби.[91][92]
- Японія підтвердила перший випадок лямбда-варіанту у жінки, яка приїхала до країни для роботи на Олімпіаді в Токіо.[93]
- Малайзія повідомила про 21468 нових випадків хвороби, загальна кількість випадків зросла до 1363683. Зареєстровано 17025 одужань, загальна кількість одужань до 1110528. Зареєстровано 277 смертей, кількість померлих зросла до 11968. Зареєстровано 241187 активних випадків хвороби, з них 1075 у реанімації та 537 на апараті штучної вентиляції легень.[94]
- Нова Зеландія повідомила про один новий випадок хвороби, загальна кількість випадків зросла до 2914 (2558 підтверджених і 356 ймовірних). Кількість одужань залишилася на рівні 2844, а кількість померлих — 26. Налічувалося 44 активних випадки хвороби.[95]
- У Сінгапурі повідомили про 49 нових випадків хвороби, у тому числі 45 з місцевою передачею та 4 завезених, загальна кількість випадків зросла до 66061. Серед випадків місцевої передачі 13 не були пов'язані з іншими випадками.[96] У країні було вакциновано загалом 4402608 осіб, станом на минулу добу 4011715 осіб були повністю вакциновані. Пізніше було підтверджено ще одну смерть, внаслідок чого кількість померлихх зросла до 44.[97]
- Україна повідомила про 1263 нові випадки хвороби за добу та 44 нові смерті за добу, загальна кількість зросла до 2263864 та 53217 відповідно; загалом одужало 2195798 хворих.[98]

### 14 серпня
- Канада повідомила про 2259 нових випадків хвороби, загальна кількість випадків зросла до 1452112, і про 2 нові смерті, кількість померлих зросла до 26700.[74]
- На Фіджі підтверджено 314 нових випадків COVID-19, загальна кількість випадків досягла 39770. З підтверджених випадків один був зареєстрований у Північному окрузі. Повідомлено про 8 нових смертей, кількість померлих зросла до 368. Налічувалось 23598 активних випадків хвороби.[99][100]
- Малайзія повідомила про 20670 нових випадків хвороби, загальна кількість випадків зросла до 1384353. Зареєстровано 17655 нових одужань, загальна кількість одужань зросла до 1128183. Зареєстровано 260 смертей, кількість померлих зросла до 12228. Налічувалось 243942 активні випадки хвороби, з них 1096 у реанімації та 540 на штучній вентиляції легень.[101]
- У Сінгапурі повідомили про 58 нових випадків хвороби, у тому числі 57 з місцевою передачею вірусу і один завезений, загальна кількість випадків зросла до 66119. З випадків місцевої передачі 17 не були пов'язані з іншими випадками.[102] Всього в країні було вакциновано 4413484 особи, станом на попередню добу 4058584 особи були повністю вакциновані. Кількість померлих залишилася на рівні 44.[103]
- Україна повідомила про 1353 нові випадки хвороби за добу та 71 нову смерть за добу, загальна кількість зросла до 2265217 і 53288 відповідно; загалом одужали 2196589 хворих.[104]

### 15 серпня
- Канада повідомила про 1887 нових випадків хвороби, загальна кількість випадків зросла до 1453999. Канада також повідомила про 328 нових одужань, загальна кількість одужань зросла до 1407683. Канада також повідомила про відсутність нових смертей.[74]
- Фіджі підтвердили 467 нових випадків COVID-19, загальна кількість випадків хвороби зросла до 40237. Повідомлено про 3 нових смерті, кількість померлих зросла до 371. Зареєстровано 23831 активний випадок хвороби.[105]
- Греція повідомила про першу смерть від COVID-19 повністю вакцинованого пацієнта.[106]
- Малайзія повідомила про 20546 нових випадків хвороби, загальна кількість випадків зросла до 1404899. Зареєстровано 16945 нових одужань, загальна кількість одужань зросла до 1145128. Зареєстровано 282 смерті, кількість померлих зросла до 12510. Налічувався 247261 активний випадок хвороби, з них 1059 у реанімації та 526 на штучній вентиляції легень.[107]
- Нова Зеландія повідомила про 6 нових випадків хвороби, загальна кількість випадків зросла до 2919 (2563 підтверджених і 356 ймовірних). Один випадок було перекваліфіковано, що дало чисте збільшення на 5 випадків. 10 хворихо одужали, внаслідок чого загальна кількість одужань досягла 2854. Кількість померлих залишилася на рівні 26. У керованій ізоляції перебували 39 активних випадків хвороби.[108]
- Філіппіни повідомили про перший випадок лямбда-варіанту.[109]
- Сінгапур повідомив про 53 нових випадки хвороби, включаючи 50 з місцевою передачею вірусу і 3 завезених, внаслідок чого загальна кількість випадків досягла 66172. Серед випадків місцевої передачі 14 не були пов'язані з іншими випадками.[110] Країна вакцинувала загалом 4424312 осіб, станом на попередню добу 4104828 були повністю вакциновані. Кількість померлих залишилася на рівні 44.[111]
- Україна повідомила про 695 нових випадків хвороби за добу та про 17 нових смертей за добу, загальна кількість випадків зросла до 2265912 та 53255 відповідно; загалом одужали 2196827 хворих.[112]

### 16 серпня
- Канада повідомила про 1974 нові випадки хвороби, загальна кількість випадків зросла до 1455973. Канада також повідомила про 4 смерті, кількість померлих зросла до 26704.[74]
- Фіджі підтвердили 350 нових випадків COVID-19, загальну кількість випадків хвороби зросла до 40587. Повідомлено про 23 нові смерті, кількість померлих зросла до 394. Налічувалось 22494 активні випадки хвороби.[113]
- Малайзія повідомила про 19740 нових випадків хвороби, загальна кількість випадків зросла до 124639. Зареєстровано 17450 одужань, загальна кількість одужань зросла до 1162578. Зареєстровано 274 смерті, кількість померлих зросла до 12784. Налічувалось 249277 активних випадків хвороби, з них 1047 у реанімації та 520 на штучній вентиляції легень.[114]
- Нова Зеландія повідомила про 5 нових випадків хвороби і 2 історичні випадки, загальна кількість випадків зросла до 2926 (2570 підтверджених і 356 ймовірних). Одужали 2 хворих, кількість одужань зросла до 2856. Кількість померлих залишилася на рівні 26. налічувалось 44 активних випадки хвороби.[115]
- У Сінгапурі повідомили про 53 нові випадки хвороби, у тому числі 48 з місцевою передачею вірусу і 5 завезених, загальна кількість випадків зросла до 66225. Серед випадків місцевої передачі 8 не були пов'язані з іншими випадками.[116] Країна вакцинувала загалом 4432081 особу, станом на попередню добу 4136498 осіб були повністю вакциновані. Кількість померлих залишилася на рівні 44.[117]
- Україна повідомила про 417 нових випадків хвороби за добу та 14 нових смертей за добу, загальна кількість зросла до 2266329 та 53269 відповідно; загалом одужали 2197075 хворих.[118]

### 17 серпня
Щотижневий звіт Всесвітньої організації охорони здоров'я:
- Канада повідомила про 1794 нові випадки хвороби, загальна кількість випадків зросла до 1457767. Канада також повідомила про 50 нових смертей, кількість померлих зросла до 26754.[74]
- Фіджі підтвердили 590 нових випадків COVID-19, загальна кількість зросла до 41177. Повідомлено про 11 нових смертей, кількість померлих зросла до 405. Налічувалось 21754 активних випадків хвороби.[120][121]
- Малайзія повідомила про 19631 новий випадок хвороби, загальна кількість випадків зросла до 1444270. Зареєстровано 16468 одужань, загальна кількість одужань зросла до 1179046. Зареєстровано 293 смерті, кількість померлих зросла до 13077. Зареєстровано 252147 активних випадків хвороби, з них 1054 у реанімації та 525 на штучній вентиляції легень.[122]
- Нова Зеландія спочатку не повідомляла про нові випадки хвороби, загальна кількість випадків залишилася на рівні 2926 (2570 підтверджених і 356 ймовірних). Один хворий одужав, загальна кількість одужань досягла 2857. Кількість померлих залишилася на рівні 26. Налічувалось 43 активні випадки хвороби.[123] Пізніше того ж дня міністерство охорони здоров'я підтвердило, що досліджується позитивний випадок місцевої передачі в Окленді.[124]
- У Сінгапурі повідомили про 56 нових випадків, у тому числі 52 з місцевою передачею вірусу і 4 завезених, внаслідок чого загальна кількість випадків сягнула 66281. Серед випадків місцевої передачі 14 не були пов'язані з іншими випадками.[125] У країні було вакциновано загалом 4440268 осіб, станом на попередню добу 4155680 осіб були повністю вакциновані. Пізніше було підтверджено ще одну смерть, внаслідок чого кількість померлих зросла до 45.[126]
- Україна повідомила про 890 нових випадків хвороби за добу та 27 нових смертей за добу, загальна кількість зросла до 2267219 та 53296 відповідно; загалом одужали 2197508 хворих.[127]
- У Сполучених Штати Америки кількість випадків перевищила 37 мільйонів.[128]

### 18 серпня
- Канада повідомила про 2399 нових випадків хвороби, загальна кількість випадків зросла до 1460166. Канада також повідомила про 5 нових смертей, кількість померлих зросла до 26759.[74]
- Фіджі підтвердили 653 нові випадки хвороби, загальна кількість випадків зросла до 41830. Повідомлено про 8 нових смертей, кількість померлих зросла до 413. Налічувалось 21304 активних випадків хвороби.[129]
- Малайзія повідомила про 22242 нових випадки хвороби, внаслідок чого загальна кількість випадків досягла 1466512 осіб. Повідомлено про 19690 одужань, загальна кількість одужань зросла до 1198726. Зареєстровано 225 смертей, кількість померлих зросла до 13302 осіб. Налічувалось 254484 активних випадків хвороби, з них 1060 у реанімації та 540 на штучній вентиляції легень.[130]
- У Новій Зеландії повідомили про 10 нових випадків хвороби (3 на кордоні та 7 випадків місцевої передачі інфекції). Це включало підтверджений минулого дня випадок місцевої передачі, загальна кількість випадків становила 2936 (2580 підтверджених і 356 ймовірних). Одужали 14 хворих, загальна кількість одужань склала 2871. Кількість померлих залишилася на рівні 26. Налічувалось 32 активні випадки в керованій ізоляції та 7 з місцевою передачею вірусу.[131] Пізніше того ж дня в Окленді було зареєстровано 3 нових випадки хвороби.[132]
- Сінгапур повідомив про 53 нових випадки хвороби, включаючи 49 з місцевою передачею вірусу і 4 завезених, внаслідок чого загальна кількість випадків досягла 66334. Серед випадків місцевої передачі 19 не були пов'язані з іншими випадками.[133] Країна вакцинувала загалом 4447250 осіб, станом на попередню добу 4170573 особи були повністю вакциновані. Пізніше було підтверджено ще одну смерть, внаслідок чого кількість померлих зросла до 46.[134]
- В Україні за день було зареєстровано 1447 нових випадків хвороби та 40 нових смертей, загальна кількість зросла до 2268666 і 53336 відповідно; загалом одужали 2198220 хворих.[135]

### 19 серпня
- Канада повідомила про 2777 нових випадків хвороби, загальна кількість випадків зросла до 1462943, і 24 нових смерті, кількість померлих зросла до 26783.[74]
- Фіджі підтвердили 781 новий випадок COVID-19, загальна кількість випадків хвороби зросла до 42611. Повідомлено про 8 нових смертей, кількість померлих зросла до 421. Налічувались 21211 активних випадків хвороби.[136]
- В Ірані кількість смертей від COVID-19 перевищила 100 тисяч.[137]
- Малайзія повідомила про 22948 нових випадків хвороби, загальна кількість випадків зросла до 1489460. Зареєстровано 21720 одужань, загальна кількість одужань зросла до 1220446. Зареєстровано 178 смертей, кількість померлих зросла до 13480. Налічувалось 255534 активних випадків хвороби, з них 1060 у реанімації та 528 на штучній вентиляції легень.[138]
- Нова Зеландія повідомила про 20 нових випадків хвороби, загальна кількість випадків зросла до 2954 (2589 підтверджених і 356 ймовірних). Два раніше зареєстровані випадки були перекласифіковані, враховано чисте збільшення на 18. Зареєстровано 2 нових одужання, загальна кількість одужань зросла до 2873. Кількість померлих залишилася на рівні 26. Налічувалось 55 активних випадків хвороби (36 у керованій ізоляції та 19 випадків місцевої передачі вірусу).[139]
- У Сінгапурі повідомили про 32 нові випадки хвороби, у тому числі 29 з місцевою передачею вірусу і 3 завезені, загальна кількість випадків зросла до 66366. Серед випадків місцевої передачі 13 не були пов'язані з іншими випадками.[140] Країна вакцинувала загалом 4453578 осіб, станом на попередню добу 4186252 особи були повністю вакциновані. Кількість померлих залишилася на рівні 46.[141]
- Україна повідомила про 1560 нових випадків хвороби за день і 32 нові смерті за день, загальна кількість зросла до 2270226 і 53368 відповідно; загалом одужали 2199118 хворих.[142]

### 20 серпня
- Канада повідомила про 2924 нові випадки хвороби, загальна кількість випадків зросла до 1465867, і 6 нових смертей, кількість померлих зросла до 26789.[74]
- Фіджі підтвердили 485 нових випадків COVID-19, загальна кількість випадків зросла до 43096. Повідомлено про 11 нових смертей, кількість смертей зросла до 432. Налічувався 20591 активний випадок хвороби.[143]
- Малайзія повідомила про 23564 нові випадки хвороби, загальна кількість випадків зросла до 1513024. Зареєстровано 21448 одужань, загальна кількість одужань зросла до 1241894. Зареєстровано 233 смерті, кількість померлих зросла до 13713 осіб. Налічувалось 257417 активних випадків хвороби, з них 1062 у реанімації та 518 на апараті штучної вентиляції легень.[144]
- Нова Зеландія повідомила про 14 нових випадків хвороби, загальна кількість випадків зросла до 2968 (2612 підтверджених і 356 ймовірних). Загальна кількість одужань залишилася на рівні 2873, а кількість померлих — 26. Налічувались 69 активних випадків хвороби (39 у керованій ізоляції та 30 випадків місцевої передачі інфекції).[145]
- Сінгапур повідомив про 40 нових випадків хвороби, у тому числі 36 з місцевою передачею інфекції і 4 завезених, внаслідок чого загальна кількість випадків досягла 66406. Серед випадків місцевої передачі 14 не були пов'язані з іншими випадками.[146] Всього в країні було вакциновано 4459200 осіб, станом на минулу добу 4200232 особи були повністю вакциновані. Пізніше було підтверджено ще одну смерть, внаслідок чого кількість померлих зросла до 47.[147]
- У Таїланді кількість випадків COVID-19 перевищила 1 мільйон.[148]
- Україна повідомила про 1600 нових випадків хвороби за день та 26 нових смертей за день, загальна кількість зросла до 2271826 та 53394 відповідно; загалом одужали 2200000 хворих.[149]
- Головний тренер команди з американського футболу Браян Гарсін отримав позитивний тест на COVID-19.[150]
- Колишній ранінгбек «Детройт Лайонс» Баррі Сандерс отримав позитивний результат тестування на COVID-19, незважаючи на те, що був повністю вакцинований.[151]
- Півзахисник «Челсі» Крістіан Пулишич отримав позитивний результат тестування на COVID-19, і мав пропустити запланований матч проти «Арсеналу».[152]

### 21 серпня
- Канада повідомила про 3033 нові випадки хвороби, загальна кількість випадків зросла до 1460900, і одну нову смерть, кількість померлих зросла до 26790.[74]
- На Фіджі підтверджено 198 нових випадків COVID-19, загальна кількість випадків зросла до 43294. Повідомлено про одну нову смерть, кількість померлих зросла до 433. Налічувався 20271 активний випадок хвороби.[153]
- У Малайзії повідомили про 22262 нові випадки хвороби, загальна кількість випадків зросла до 1535286. Зареєстровано 18576 одужань, загальна кількість одужань зросла до 1260470. Зареєстровано 223 смерті, кількість померлих зросла до 13936. Налічувалось 260880 активних випадків хвороби, з них 1035 у реанімації та 513 на штучній вентиляції легень.[154]
- Нова Зеландія повідомила про 24 нових випадки хвороби, загальна кількість випадків зросла до 2992 (2636 підтверджених і 356 ймовірних). Кількість одужань залишилася на рівні 2873, а кількість смертей залишилася на рівні 26. Налічувались 93 активні випадки хвороби, з них 42 на кордоні та 53 в керованій ізоляції.[155]
- Сінгапур повідомив про 37 нових випадків хвороби, у тому числі 32 з місцевою передачею вірусу і 5 завезених, загальна кількість випадків зросла до 66443. Серед випадків місцевої передачі 16 не були пов'язані з іншими випадками.[156] Всього в країні було вакциновано 4467533 особи, станом на попередню добу 4218703 особи були повністю вакциновані. Кількість померлих залишилася на рівні 47.[157]
- Україна повідомила про 1732 нових випадки хвороби за добу та 38 нових смертей за добу, загальна кількість зросла до 2273558 та 53432 відповідно; загалом одужали 2200763 хворі.[158]
- Конгресмен США Баррі Мур і його дружина отримали позитивний результат тестування на COVID-19.[159][160]
- Американська актриса та співачка Гіларі Дафф отримала позитивний результат тестування на COVID-19, незважаючи на повну вакцинацію.[161]

### 22 серпня
- Канада повідомила про 2664 нові випадки хвороби, загальна кількість випадків зросла до 1471564, і 2 нові смерті, кількість померлих зросла до 26792.[74]
- На Фіджі підтвердили 303 нових випадки COVID-19, загальна кількість випадків зросла до 43597. Повідомлено про 5 нових смертей, кількість померлих зросла до 438. Налічувалось 19097 активних випадків хвороби.[162][163]
- Малайзія повідомила про 19807 нових випадків хвороби, загальна кількість випадків зросла до 1555093. 18200 хворих одужали, загальна кількість одужань зросла до 1278670. Зареєстровано 232 смерті, кількість померлих зросла до 14168. Налічувалось 262255 активних випадків хвороби, з них 1026 у реанімації та 496 на штучній вентиляції легень.[164]
- Нова Зеландія повідомила про 24 нових випадки хвороби, загальна кількість випадків зросла до 3016 (2660 підтверджених і 356 ймовірних). Один хворий одужав, загальна кількість одужань досягла 2874. Кількість померлих залишилася на рівні 26. Налічувалось 116 активних випадків хвороби, з них 44 на кордоні та 72 у керованій ізоляції.[165]
- У Сінгапурі повідомили про 35 нових випадків хвороби, у тому числі 29 з місцевою передачею вірусу і 6 завезених, загальна кількість випадків зросла до 66478. З випадків місцевої передачі 17 не були пов'язані з іншими випадками.[166] Країна вакцинувала загалом 4475214 осіб, станом на попередню добу 4232803 особи були повністю вакциновані. Було підтверджено 2 смерті, кількість померлих зросла до 49.[167]
- Україна повідомила про 1003 нові випадки хвороби за добу та 25 нових смертей за добу, загальна кількість зросла до 2274561 та 53457 відповідно; загалом одужали 2200999 хворих.[168]

### 23 серпня
- Канада повідомила про 2248 нових випадків хвороби, загальна кількість випадків зросла до 1473812, і про 24 нових смерті, кількість померлих зросла до 26816.[74]
- Фіджі підтвердили 591 новий випадок хвороби, загальна кількість зросла до 44188. Повідомлено про 6 нових смертей, кількість померлих зросла до 444. Налічувалось 19062 активні випадки хвороби.[169]
- У Малайзії повідомили про 17672 нові випадки хвороби, загальна кількість зросла до 1572765. Зареєстровано 19053 одужання, загальна кількість одужань зросла до 1297723. Зареєстровано 174 смерті, кількість померлих зросла до 14342 осіб. Налічувалось 260700 активних випадків хвороби, 1040 знаходилися в реанімації та 502 на апараті штучної вентиляції легень.[170]
- Нова Зеландія повідомила про 38 нових випадків хвороби, загальна кількість випадків зросла до 3054 (2698 підтверджених і 356 ймовірних). Кількість одужань залишилася на рівні 2874, а кількість померлих — 26. Налічувалось 154 активні випадки хвороби, з них 47 на кордоні та 107 з місцевою передачею вірусу.[171]
- У Сінгапурі повідомили про 98 нових випадків хвороби, у тому числі 94 з місцевою передачею вірусу та 4 завезених, загальна кількість зросла до 66576. З випадків місцевої передачі 59 були пов'язані з кластером «North Coast Lodge».[172] Країна вакцинувала загалом 4477965 осіб, станом на попередню добу 4238764 особи були повністю вакциновані. Пізніше було підтверджено ще одну смерть, внаслідок чого кількість померлих зросла до 50.[173]
- Україна повідомила про 610 нових випадків хвороби за добу та про 17 нових смертей за добу, загальна кількість зросла до 2275171 та 53474 відповідно; загалом одужали 2201433 хворі.[174]

### 24 серпня
Щотижневий звіт Всесвітньої організації охорони здоров'я:
- 77-річний двічі вакцинований пасажир став першою підтвердженою смертю на борту [Коронавірусна хвороба 2019 на круїзних лайнерах[|круїзного судна Carnival Vista]].[176]
- Бруней повідомив про перші 2 смерті після більш ніж року їх відсутності, внаслідок чого кількість померлих досягла 7. Було зареєстровано 110 нових випадків хвороби, загальна кількість випадків сягнула 1983.[177]
- Канада повідомила про 2175 нових випадків хвороби, загальна кількість випадків зросла до 1475987, і 33 нових смерті, кількість померлих зросла до 26849.[74]
- Фіджі підтвердили 302 нових випадки COVID-19, загальна кількість випадків зросла до 44490. Було повідомлено про 9 нових смертей, кількість померлих зросла до 453. Налічувалось 18916 активних випадків хвороби.[178]
- В Індонезії кількість випадків хвороби перевищила 4 мільйони.[179]
- В Ізраїлі кількість випадків COVID-19 перевищила 1 мільйон.[180]
- Малайзія повідомила про 20837 нових випадків хвороби, загальна кількість випадків зросла до 1593602. 18613 хворих одужали, внаслідок чого загальна кількість одужань досягла 1316336. Зареєстровано 211 смертей, кількість померлих зросла до 14553 осіб. Налічувалось 262713 активних випадків хвороби, з них 1063 у реанімації та 511 на штучній вентиляції легень.[181]
- Нова Зеландія повідомила про 42 нові випадки хвороби, загальна кількість випадків зросла до 3096 (2740 підтверджених і 356 ймовірних). 13 хворих одужали, кількість одужань зросла до 2887. Кількість померлих залишилася на рівні 26. Налічувалось 183 активні випадки хвороби, з них 35 на кордоні та 148 з місцевою передачею вірусу.[182]
- Сінгапур повідомив про 116 нових випадків хвороби, у тому числі 111 з місцевою передачею вірусу і 5 завезених, загальна кількість випадків зросла до 66692. З випадків місцевої передачі 24 були пов'язані з кластером «North Coast Lodge», а 33 з них не були пов'язані з іншими випадками.[183] Всього в країні було вакциновано 4482282 особи, станом на попередню добу 4251555 осіб були повністю вакциновані. Кількість померлих залишилася на рівні 50.[184]
- Україна повідомила про 692 нові випадки хвороби за добу та 27 нових смертей за добу, загальна кількість зросла до 2275863 та 53501 відповідно; загалом одужали 2201778 хворих.[185]

### 25 серпня
- Бразилія підтвердила майже 21 мільйон випадків зараження та майже 575 тисяч смертей.[186]
- Канада повідомила про 3332 нові випадки хвороби, загальна кількість випадків зросла до 1479319, і 6 нових смертей, кількість смертей зросла до 26855.[74]
- Фіджі підтвердили 255 нових випадків COVID-19, загальна кількість випадків зросла до 44745. Повідомлено про 6 нових смертей, кількість померлих зросла до 459. Налічувалось 19107 активних випадків хвороби.[187]
- Індія підтвердила понад 32 мільйони випадків зараження, а кількість смертей перевищила 435 тисяч.[186]
- У Малайзії повідомили про 22642 нові випадки хвороби, загальна кількість випадків зросла до 1616244. Зареєстровано 20798 одужань, загальна кількість одужань зросла до 1337134. Зареєстровано 265 смертей, кількість померлих зросла до 14818. Налічувались 264292 активні випадки хвороби, з них 1003 у реанімації та 490 на штучній вентиляції легень.[188]
- Нова Зеландія повідомила про 63 нових випадки хвороби, загальна кількість випадків зросла до 3159 (2803 підтверджених і 356 ймовірних). 2887 хворих одужали, а кількість померлих залишилася на рівні 26. Налічувались 246 активних випадків хвороби (210 з місцевою передачею вірусу та 36 у керованій ізоляції).[189]
- Сінгапур повідомив про 120 нових випадків хвороби, включаючи 118 з місцевою передачею вірусу і 2 завезених, загальна кількість випадків зросла до 66812. З випадків місцевої передачі 26 були пов'язані з кластером «North Coast Lodge», а 29 не були пов'язані з іншими випадками.[190] Країна вакцинувала загалом 4486367 осіб, станом на попередню добу 4261137 осіб були повністю вакциновані. Було підтверджено 2 смерті, кількість померлих зросла до 52.[191]
- Україна повідомила про 727 нових випадків хвороби за добу та про 20 нових смертей за добу, загальна кількість зросла до 2276590 та 53521 відповідно; загалом одужали 2202160 хворих.[192]
- У Сполучених Штатах Америки загалом було зареєстровано 38062122 випадки хвороби. Кількість померлих зросла до 630709.[186]

### 26 серпня
- Канада повідомила про 3368 нових випадків хвороби, загальна кількість випадків зросла до 1482687, і 9 нових смертей, кількість померлих зросла до 26864.[74]
- Фіджі підтвердили 423 нові випадки COVID-19, загальна кількість випадків зросла до 45168. Було повідомлено про 9 нових смертей, кількість померлих зросла до 468. Налічувалось 19280 активних випадків хвороби.[193][194]
- Малайзія повідомила про 24599 нових випадків хвороби, загальна кількість випадків зросла до 1640843. Зареєстровано 22657 нових одужань, загальна кількість одужань зросла до 1359791. Зареєстровано 393 смерті, кількість померлих зросла до 15211. Налічувався 265841 активний випадок хвороби, 990 перебували в реанімації та 487 на апараті штучної вентиляції легень.[195]
- Нова Зеландія повідомила про 68 нових випадків хвороби, загальна кількість випадків зросла до 3227 (2871 підтверджених і 356 ймовірних). 2887 хворих одужали, а кількість померлих залишилася на рівні 26. Налічувались 314 активних випадків хвороби (277 з місцевою передачею вірусу та 37 у керованій ізоляції).[196]
- Сінгапур повідомив про 116 нових випадків хвороби, у тому числі 112 місцевих і 4 завезені, загальна кількість випадків зросла до 66928. З випадків місцевої передачі 40 були пов'язані з кластером «Bugis Junction».[197] Країна вакцинувала загалом 4490780 осіб, станом на попередню добу 4270547 особи були повністю вакциновані. Кількість померлих залишилася на рівні 52.[198]
- Україна повідомила про 1581 новий випадок хвороби за добу та 45 нових смертей за добу, загальна кількість зросла до 2278171 та 53566 відповідно; загалом одужали 2203429 хворих.[199]

### 27 серпня
- Канада повідомила про 3745 нових випадків хвороби, загальна кількість випадків зросла до 1486432. Канада також повідомила про 26 нових смертей, кількість померлих зросла до 26890.[74]
- Фіджі підтвердили 205 нових випадків COVID-19, загальна кількість випадків зросла до 45373. Повідомлено про 11 нових смертей, кількість померлих зросла до 479. Налічувалось 19311 активних випадків хвороби.[200]
- Малайзія повідомила про 22055 нових випадків хвороби, загальна кількість випадків зросла до 1662913. Зареєстровано 21877 одужань, загальна кількість одужань зросла до 1381668. Зареєстровано 339 смертей, кількість померлих зросла до 15550. Налічувалось 265695 активних випадків хвороби, з них 982 у реанімації та 470 на штучній вентиляції легень.[201]
- Нова Зеландія повідомила про 70 нових випадків хвороби, загальна кількість випадків зросла до 3297 (2941 підтверджених і 356 ймовірних). Кількість одужань залишилася на рівні 2887, а кількість померлих — 26. Налічувалось 384 активних випадки (347 з місцевою передачею вірусу та 37 у керованій ізоляції).[202]
- У Сінгапурі повідомили про 122 нових випадки, у тому числі 120 із місцевою передачею інфекції і 2 завезені, загальна кількість випадків зросла до 67050. З випадків місцевої передачі 47 були пов'язані з кластером «Bugis Junction».[203] Країна вакцинувала загалом 4494681 особу, станом на попередню добу 4278869 осіб були повністю вакциновані. Було підтверджено 3 смерті, кількість померлих зросла до 55.[204]
- Україна повідомила про 2032 нові випадки хвороби за добу та 66 нових смертей за добу, загальна кількість зросла до 2280203 та 53632 відповідно; загалом одужали 2204682 хворі.[205]

### 28 серпня
- Канада повідомила про 3910 нових випадків хвороби, загальна кількість випадків зросла до 1490342, і про 8 нових смертей, кількість померлих зросла до 26898.[74]
- Фіджі підтвердили 258 нових випадків COVID-19, загальна кількість випадків зросла до 45631. Кількість померлих залишилася на рівні 479. Налічувалось 19130 активних випадків хвороби.[206]
- Малайзія повідомила про 22597 нових випадків хвороби, загальна кількість випадків зросла до 1685510. Зареєстровано 19492 одужання, загальна кількість одужань зросла до 1401160. Зареєстровано 252 смерті, кількість померлих зросла до 15802. Налічувались 268548 активних випадків хвороби, з них 986 у реанімації та 451 на апараті штучної вентиляції легень.[207]
- Нова Зеландія повідомила про 83 нових випадки хвороби, загальна кількість випадків зросла до 3380 (3024 підтверджених і 356 імовірних). Кількість одужань залишилася 2887, а кількість померлих — 26. Налічувалось 467 активних випадків хвороби (429 з місцевою передачею інфекції та 38 у керованій ізоляції).[208]
- Сінгапур повідомив про 121 новий випадок хвороби, у тому числі 113 з місцевою передачею вірусу і 8 завезених, загальна кількість випадків зросла до 67171.[209] З випадків місцевої передачі 25 були пов'язані з кластером «Bugis Junction». Країна вакцинувала загалом 4500430 осіб, станом на попередню добу 4291659 осіб були повністю вакциновані. Кількість померлих залишилася на рівні 55.[210]
- Україна повідомила про 2082 нових випадки хвороби за добу та 54 нові смерті за добу, загальна кількість зросла до 2282285 і 53686 відповідно; загалом одужали 2205707 хворих.[211]

### 29 серпня
- Канада повідомила про 3155 нових випадків хвороби, загальна кількість випадків зросла до 1493497, і 3 нові смерті, кількість померлих зросла до 26901.[74]
- Фіджі підтвердили 396 нових випадків хвороби, загальна кількість випадків зросла до 46027. Кількість померлих залишилася на рівні 479. Налічувались 19300 активних випадків хвороби.[212]
- Японія повідомила про 2 смерті людей після отримання вакцини Moderna, вакцинацію яку призупинили через побоювання зараження.[213]
- Малайзія повідомила про 20579 нових випадків хвороби, загальна кількість випадків зросла до 1706089. Зареєстровано 20845 одужань, загальна кількість одужань зросла до 1422005. Зареєстровано 285 смертей, кількість померлих зросла до 16087. Налічувались 267997 активних випадків хвороби, з них 1009 у реанімації та 477 на штучній вентиляції легень.[214]
- Нова Зеландія повідомила про 85 нових випадків хвороби, загальна кількість випадків зросла до 3464 (3108 підтверджених і 356 ймовірних). Кількість одужань залишилася на рівні 2887, а кількість померлих — 26. Налічувався 551 активний випадок хвороби (511 з місцевою передачею вірусу та 40 у керованій ізоляції).[215]
- У Сінгапурі повідомили про 133 нові випадки хвороби, у тому числі 124 з місцевою передачею вірусу і 9 завезених, загальна кількість випадків зросла до 67304. З випадків місцевої передачі 21 був пов'язаний з кластером «Bugis Junction».[216] Всього в країні було вакциновано 4505072 особи, станом на попередню добу 4302996 осіб були повністю вакциновані. Кількість померлих залишилася на рівні 55.[217]
- Україна повідомила про 1906 нових випадків хвороби за день і 34 нових випадки смерті за день, загальна кількість зросла до 2284191 і 53720 відповідно; загалом одужали 2206392 хворі.[218]

### 30 серпня
- Канада повідомила про 2827 нових випадків хвороби, загальна кількість випадків зросла до 1496324. Зареєстровано 5283 нові одужання, загальна кількість одужань зросла до 1438378. Повідомлено про 17 нових смертей, загальна кількість смертей зросла до 26918.[74]
- Фіджі підтвердили 184 нові випадки хвороби, загальна кількість випадків зросла до 46211. Повідомлено про 10 нових смертей, кількість померлих зросла до 489. Налічувалось 19463 активних випадків хвороби.[219]
- Малайзія повідомила про 19628 нових випадків хвороби, загальна кількість випадків зросла до 1725357. Зареєстровано 21257 одужань, загальна кількість одужань зросла до 1443262. Зареєстровано 295 смертей, кількість померлих зросла до 16382. Налічувались 265713 активних випадків хвороби, з них 1033 у реанімації та 476 на апараті штучної вентиляції легень.[220]
- Повідомлено, що Нова Каледонія вільна від COVID-19; на території зареєстровано 135 випадків хвороби, але смертей не було.[221]
- Нова Зеландія повідомила про 55 нових випадків хвороби, загальна кількість випадків зросла до 3519 (3163 підтверджених і 356 ймовірних). 3 хворих одужали, загальна кількість одужань зросла до 2890. Кількість померлих залишилася на рівні 26. Налічувались 603 активних випадки хвороби (562 з місцевою передачею вірусу та 41 у керованій ізоляції).[222]
- У Сінгапурі повідомили про 155 нових випадків хвороби, у тому числі 147 з місцевою передачею та 8 завезених, загальна кількість випадків зросла до 67459. Серед випадків місцевої передачі 52 не були пов'язані з іншими випадками.[223] У країні було вакциновано загалом 4507685 осіб, станом на попередню добу 4309977 осіб були повністю вакциновані. Кількість померлих залишилася на рівні 55.[224]
- У Південній Африці виявили новий високоінфекційний варіант COVID-19, відомий як варіант C.1.2. Органи охорони здоров'я попередили, що цей варіант може бути дуже стійким до вакцин.[225]
- Україна повідомила про 749 нових випадків хвороби за добу та 18 нових смертей за добу, загальна кількість зросла до 2284940 та 53738 відповідно; загалом одужали 2206683 хворі.[226]

### 31 серпня
Щотижневий звіт Всесвітньої організації охорони здоров'я:
- Канада повідомила про 2853 нові випадки хвороби, загальна кількість випадків зросла до 1499177. Зареєстровано 2565 нових одужань, загальна кількість одужань зросла до 1440943. Зареєстровано 14 нових смертей, кількість померлих зросла до 26932.[74]
- Фіджі підтвердили 505 нових випадків COVID-19, загальна кількість випадків зросла до 46716. Повідомлялося про 7 нових смертей, кількість померлих зросла до 496. Налічувався 19151 активний випадок хвороби.[228]
- Малайзія повідомила про 20897 нових випадків хвороби, загальна кількість випадків зросла до 1746254. Зареєстровано 18465 одужань, загальна кількість одужань зросла до 1461727. Зареєстровано 282 смерті, кількість померлих зросла до 16664. Налічувалось 267863 активних випадків хвороби, з них 1005 у реанімації та 464 на штучній вентиляції легень.[229]
- Нова Зеландія повідомила про 50 нових випадків, загальна кількість випадків зросла до (3569 (3213 підтверджених і 356 імовірних). 2 хворих одужали, загальна кількість одужань зросла до 2892. Кількість смертей залишилася на рівні 26. Налічувався 651 активний випадок хвороби (609 з місцевою передачею вірусу та 42 у керованій ізоляції).[230]
- У Сінгапурі повідомили про 161 новий випадок хвороби, у тому числі 156 з місцевою передачею вірусу і 5 завезених, загальна кількість зросла до 67620. Серед випадків місцевої передачі 79 не були пов'язані з іншими випадками.[231] Країна вакцинувала загалом 4511747 осіб, станом на помередню добу 4319031 були повністю вакциновані. Кількість померлих залишилася на рівні 55.[232]
- Україна повідомила про 1356 нових випадків за добу та 51 нову смерть за добу, внаслідок чого загальна кількість досягла 2286296 та 53789 відповідно; загалом одужали 2207940 хворих.[233]

## Резюме
Протягом серпня 2021 року жодна нова країна чи територія не підтвердили перші випадки хвороби.
Станом на кінець серпня лише такі країни та території не повідомляли про випадки зараження SARS-CoV-2:
Азія
- Кокосові острови
- Острів Різдва
- Північна Корея
- Туркменістан

Європа
- Шпіцберген ( Норвегія)

Океанія
- Острови Кука
- Науру
- Ніуе
- Острів Норфолк
- Піткерн
- Токелау
- Тонга
- Тувалу